# Richard Hooker

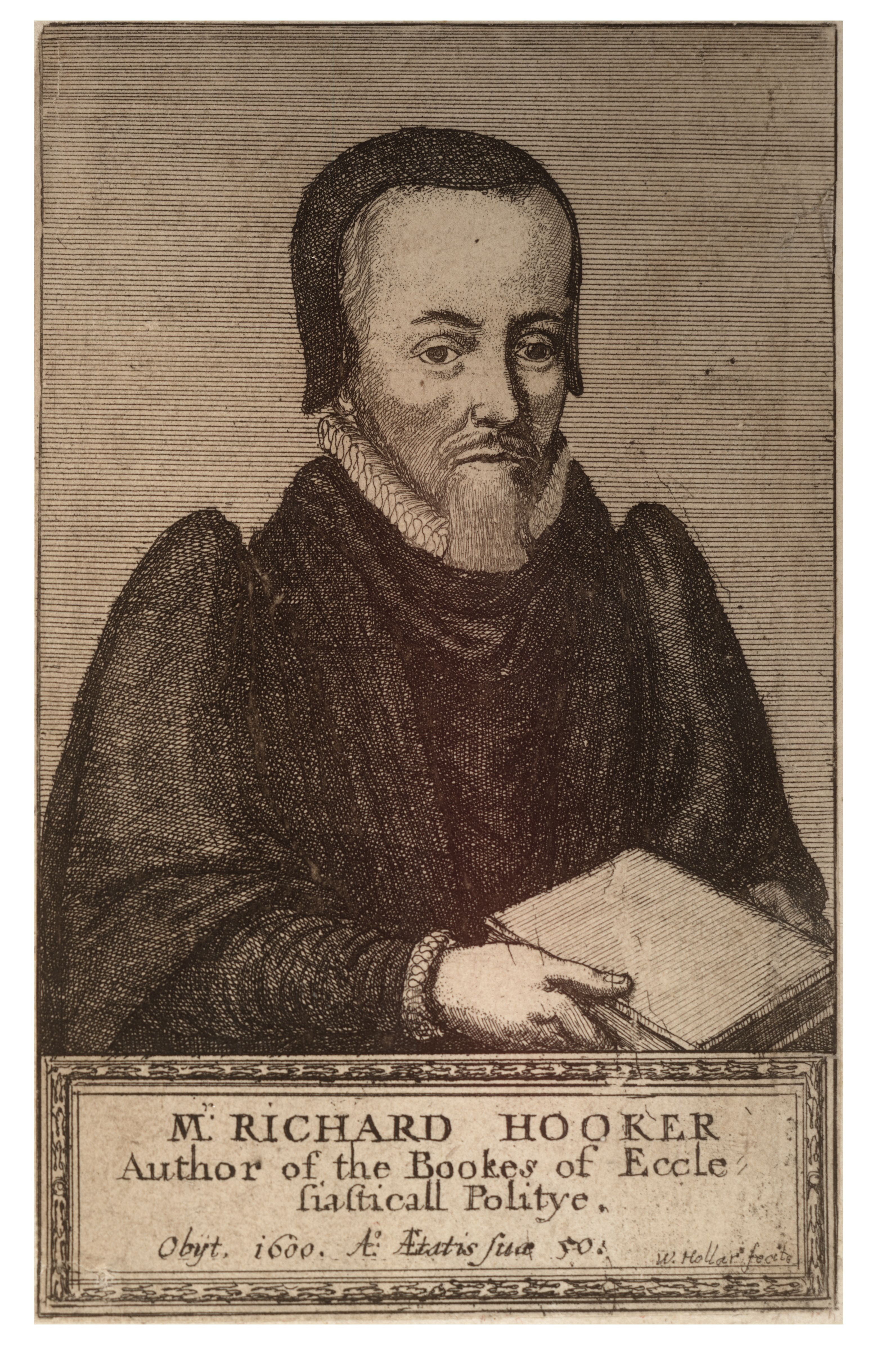
Richard Hooker

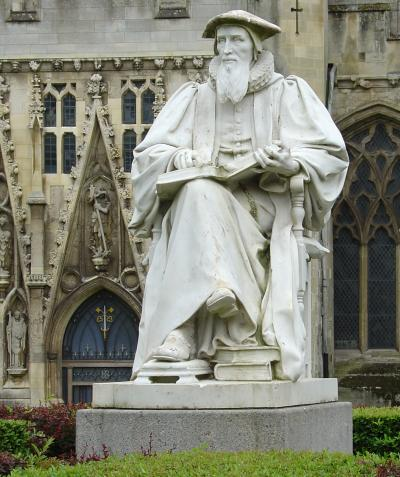
Statue von Richard Hooker vor der Kathedrale von Exeter

Richard Hooker (* März 1554 in Heavitree (seit 1913 Stadtteil von Exeter), Grafschaft Devon; † 3. November 1600 in Bishopbourne) war ein englischer Anglikanischer Theologe. Er gilt mit Thomas Cranmer und Matthew Parker als der Mitbegründer der anglikanischen Theologie. In seinem zweiten Treatise of Civil Government zitiert John Locke Hooker mehrfach. Sein Patronatsfest als Heiliger in den Heiligenkalendern der Church of England und der Episkopalkirche der Vereinigten Staaten von Amerika ist der 3. November.

## Leben und Wirken
Hooker studierte am Corpus Christi College in Oxford, wo er 1574 den Grad eines Bachelor of Arts, 1577 den eines Master of Arts erwarb. 1579 wurde er als Mitglied des College aufgenommen, schlug dann aber die kirchliche Laufbahn ein. 1581 wurde er als Prediger zu Paul's Cross in London ernannt und ging in diesem Jahr eine Ehe mit Jean Churchman, der Tochter seiner Vermieterin, ein. 1591 wechselte er nach Boscombe, 1595 nach Bishopbourne.
Hooker setzte sich kritisch mit den Puritanern auseinander. 1585 veröffentlichte er sein Learned Discourse of Justification und ab 1594 sein berühmtestes Werk Of the Lawes of Ecclesiastical Polity.